# Deadly Impact
 (février 2011).
Si vous disposez d'ouvrages ou d'articles de référence ou si vous connaissez des sites web de qualité traitant du thème abordé ici, merci de compléter l'article en donnant les références utiles à sa vérifiabilité et en les liant à la section « Notes et références ».
Pour plus de détails, voir Fiche technique et Distribution.
Deadly Impact est un film américain réalisé par Robert Kurtzman, sorti directement en DVD en 2010.

## Synopsis
Un agent de police en retraite assiste le FBI dans la traque d'un terroriste manipulateur.
Tom Armstrong, un officier de police brisé et anéanti devient la cible d’un psychopathe criminel qui a placé des bombes dans toute la ville. C’est une course contre la montre qui commence pour éviter la mort de milliers d’innocents. Dans cette chasse à l’homme effrénée, rien n’arrêtera Armstrong pour stopper un terroriste qui semble toujours avoir une longueur d’avance. Quatre-vingt bombes à travers Albuquerque et seulement 80 minutes pour les désamorcer.

## Fiche technique
- Titre original et français (DVD) : Deadly Impact[3]
- Titre français (télévision) : Impact mortel[2]
- Réalisation : Robert Kurtzman
- Scénario : Alexander Vesha
- Photographie : Paul Elliott (en)
- Montage : Andrew Sagar
- Musique : Steven Gutheinz
- Production : David S. Greathouse
- Pays de production :  États-Unis
- Langue originale : anglais
- Format : couleur
- Dates de sortie DVD : 
  - États-Unis : 20 avril 2010[2]
  - France : 20 juillet 2011[3]
  - France : 4 novembre 2013 diffusé sur France 4[4]

## Distribution
- Sean Patrick Flanery (V. F. : Jean-Philippe Puymartin) : Tom Armstrong
- Joe Pantoliano (V. F. : Marc Saez) : David Kaplow
- Carmen Serano (V. F. : Nathalie Régnier) : Isabel Ordonez
- Greg Serano (V. F. : Damien Boisseau) : Ryan Alba
- David House : agent spécial William Hopter
- Julianne Flores (V. F. : Geneviève Doang) : Amy
- Mike Miller : Hollis
- Fredrick Lopez : le sénateur Cordero
- Amanda Wyss : Julie Mulligan
- Kevin Wiggins (V. F. : Yann Guillemot) : le capitaine Duvall
- Michelle Greathouse (V. F. : Sandrine Cohen) : Kelly Armstrong
- James Tarwater (V. F. : Jean-François Vlérick) : Skittles

Sources et légende : Version française (V. F.) sur RS Doublage

## Production
- Le metteur en scène Robert Kurtzman a affirmé que MGM l'a laissé faire ce film immédiatement après la lecture du script.
- Le film a été tourné à Albuquerque au Nouveau Mexique.
- Certains passage ont été tournés dans des décors réels : un commissariat de police désaffecté. Le reste du film n'a pas été tourné dans une surface plus large que dix pâtés de maisons.
- La première scène du film a été tournée en une après-midi.
- Le tournage complet a duré 3 mois, du 20 août au 21 septembre 2007.

## Source de traduction
- (en) Cet article est partiellement ou en totalité issu de l’article de Wikipédia en anglais intitulé « Deadly Impact » (voir la liste des auteurs).